# Безпальчівська волость
Безпальчівська волость — адміністративно-територіальна одиниця Золотоніського повіту Полтавської губернії з центром у селі Безпальче.
Станом на 1885 рік — складалася з 9 поселень, 15 сільських громад. Населення 6593 — осіб (3224 осіб чоловічої статі та 3369 — жіночої), 1175 дворових господарств.
|                     | Площа, десятин | У тому числі орної, десятин |
| ------------------- | -------------- | --------------------------- |
| Сільських громад    | 6427           | 5272                        |
| Приватної власності | 7288           | 3775                        |
| Казенної власності  | —              | —                           |
| Іншої власності     | 416            | 371                         |
| Загалом             | 14131          | 9418                        |

Найбільші поселення волості станом на 1885:
- Безпальче — колишнє державне та власницьке село при річці Супій за 35 верст від повітового міста, 1519 осіб, 300 дворів, православна церква, школа, 2 постоялих двори, лавка, 37 вітряних млинів, 7 маслобійних заводів, базари по неділях.
- Безбородьків — колишній власницький хутір при річці Ковриці, 614 осіб, 125 дворів, 20 вітряних млинів, маслобійний завод.
- Воробївка — колишнє власницьке село при річці Ковриці, 763 особи, 133 двори, 10 вітряних млинів, 2 маслобійних заводи.
- Жорнокльови — колишнє державне та власницьке село при річці Супій, 1137 осіб, 203 двори, православна церква, 3 постоялих двори, 15 вітряних млинів, 3 маслобійні.
- Підставки — колишнє державне та власницьке село при річці Супій, 1215 осіб, 237 дворів, православна церква, 2 постоялих двори, 26 вітряних млинів, 3 маслобійні.

Старшинами волості були:
- 1900—1907 роках козак Петро Андрійович Іванець[2],[3],[4];
- 1913—1915 роках козак Платон Степанович Дубенець[5],[6].